# Carbunup River
Carbunup River är ett vattendrag i Australien. Det ligger i delstaten Western Australia, omkring 200 kilometer söder om delstatshuvudstaden Perth.
Genomsnittlig årsnederbörd är 1 201 millimeter. Den regnigaste månaden är maj, med i genomsnitt 210 mm nederbörd, och den torraste är januari, med 9 mm nederbörd.